# Pistacja

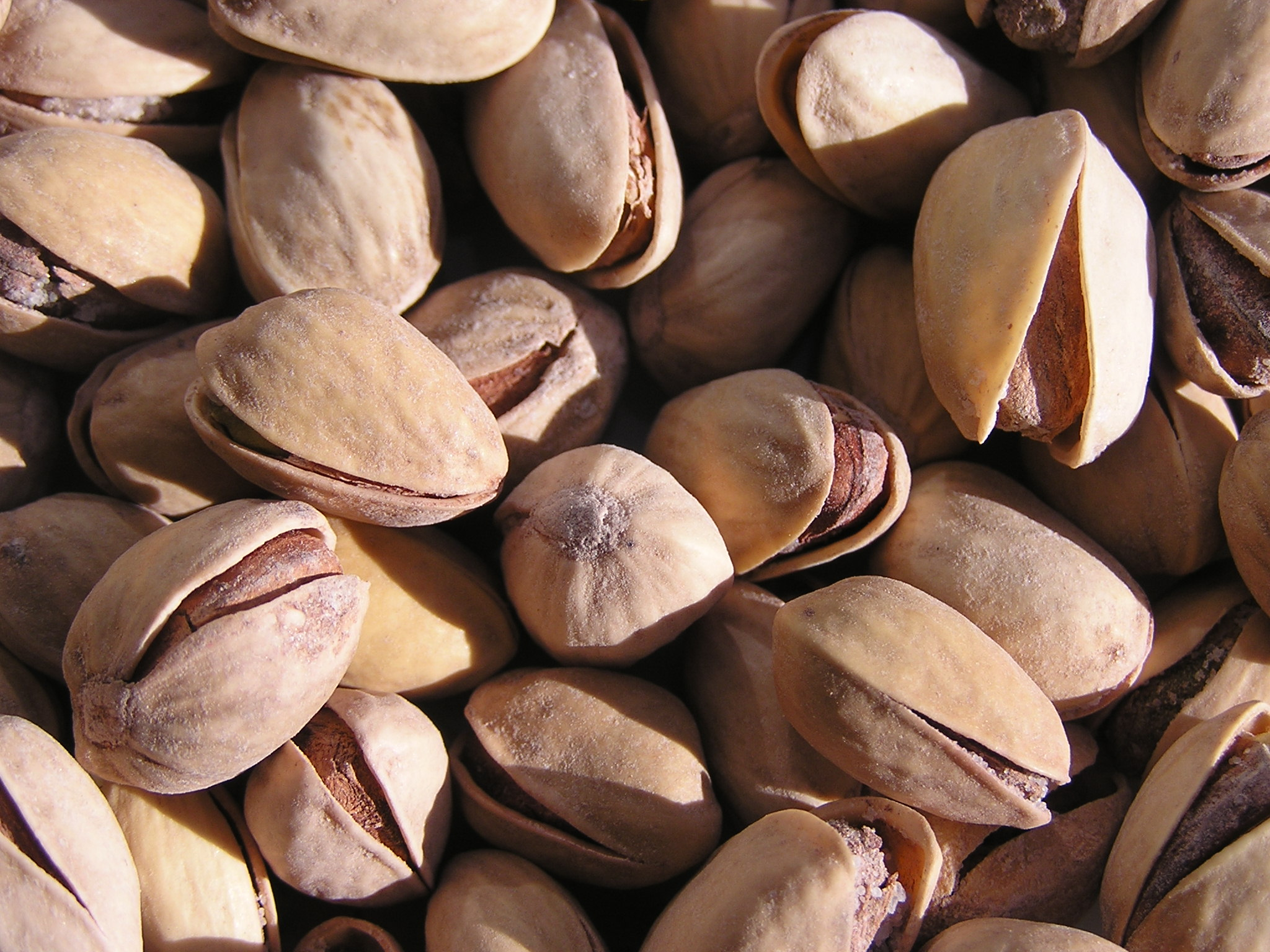
Orzeszki pistacjowe

Pistacja (Pistacia L.) – rodzaj roślin z rodziny nanerczowatych. Obejmuje 11–12 gatunków. Rośliny te występują na półkuli północnej na obszarach o ciepłym lub umiarkowanym klimacie – w basenie Morza Śródziemnego (trzy gatunki rosną w południowej Europie), we wschodniej Afryce, w południowej i środkowej Azji i w południowej części Ameryki Północnej (między Teksasem i Hondurasem). Rośliny te rosną w zaroślach i świetlistych lasach, zwykle na terenach suchych i skalistych.
Pistacja właściwa P. vera ma jadalne, bogate w oleje, witaminę A i E pestki zwane orzeszkami pistacjowymi. Jadalne są także spożywane jako warzywo młode pędy pistacji chińskiej P. chinensis. Żywice pistacji kleistej P. lentiscus, zwane mastyksem, były żute co najmniej od starożytności, później wykorzystywane w technice, m.in. do wyrobu werniksu. Pistacja terpentynowa P. terebinthus dostarcza nasion, z których sporządza się olejek terpentynowy zwany terpentyną cypryjską.

## Morfologia
PokrójKrzewy i niskie drzewa osiągające zwykle do 8 m wysokości. P. chinensis osiąga ponad 20 m.
LiścieZimozielone lub sezonowe, skrętoległe, ogonkowe, z osią liścia czasem oskrzydloną, nieparzysto- lub parzystopierzasto złożone, rzadko trójlistkowe i pojedyncze. Listki całobrzegie, zwykle naprzeciwległe.
KwiatyRośliny dwupienne o kwiatach przeważnie niepozornych, zebranych w wyrastające z kątów liści wiechy, grona i kłosy. Okwiatu brak, ale kwiaty wsparte są 1–3 przysadkami i 2–7 podkwiatkami. Pręcików jest zwykle 3–5. Ich nitki są krótkie, pylniki osadzone są na nich podstawami. W kwiatach męskich zalążnia jest zredukowana lub brak jej zupełnie. W kwiatach żeńskich zalążnia jest górna, jednokomorowa i z pojedynczym zalążkiem, choć tworzona jest z trzech owocolistków. Zwieńczona jest krótką szyjką z trzema ramionami.
OwoceKuliste lub jajowate pestkowce, z zewnątrz czerwone do purpurowych, czasem brązowiejące lub czerniejące. Wewnątrz z pojedynczym nasionem zamkniętym w zdrewniałym endokarpie.

## Systematyka
Pozycja systematyczna
Rodzaj z podrodziny Anacardioideae, rodziny nanerczowatych (Anacardiaceae).
Wykaz gatunków
- Pistacia aethiopica Kokwaro
- Pistacia atlantica Desf. – pistacja atlantycka
- Pistacia chinensis Bunge – pistacja chińska
- Pistacia eurycarpa Yalt.
- Pistacia falcata Becc. ex Martelli
- Pistacia khinjuk Stocks
- Pistacia lentiscus L. – pistacja kleista, p. lentyszek[7]
- Pistacia mexicana Kunth – pistacja meksykańska
- Pistacia × saportae Burnat
- Pistacia terebinthus L. – pistacja terpentynowa
- Pistacia vera L. – pistacja właściwa
- Pistacia weinmanniifolia J. Poiss. ex Franch.